# Tristichium sinense
Tristichium sinense là một loài rêu trong họ Ditrichaceae. Loài này được Broth. mô tả khoa học đầu tiên năm 1924.